# ジョー・ベイメル
- ジョー・バイメル

ジョゼフ・ロナルド・ベイメル（Joseph Ronald Beimel , 1977年4月19日 - ）は、アメリカ合衆国・ペンシルベニア州エルク郡セントメアリーズ出身の元プロ野球選手（投手）。左投左打。

## 経歴

### プロ入り前
1996年のMLBドラフト26巡目（全体773位）でテキサス・レンジャーズから指名されたが、契約には至らなかった。

### パイレーツ時代
1998年のMLBドラフト18巡目（全体538位）でピッツバーグ・パイレーツから指名され、6月5日に契約。A-級エリー・シーウルブズ（現：マホーニングバレー・スクラッパーズ）でプロデビュー。17試合に登板して1勝4敗・防御率6.32だった。
1999年はA級ヒッコリー・クロウダッズでプレーし、29試合に登板して5勝11敗・防御率4.43だった。
2000年はA+級リンチバーグ・ヒルキャッツとAA級アルトゥーナ・カーブでプレー。AA級リンチバーグでは10試合に登板し、1勝6敗・防御率4.16だった。
2001年は開幕ロースター入りし、4月8日のヒューストン・アストロズ戦で先発起用されメジャーデビュー。5回を投げ、5安打2失点3四球3奪三振に抑え、メジャー初勝利を挙げた。2度目の登板となった4月11日のシンシナティ・レッズ戦からリリーフに転向。7月13日のデトロイト・タイガース戦から先発に復帰したが、8月31日のレッズ戦から再びリリーフに転向した。この年は42試合に登板し、7勝11敗・防御率5.23だった。
2002年も開幕ロースター入りし、53試合に登板。2勝5敗・防御率4.64だった。
2003年も開幕ロースター入りし、69試合に登板。1勝3敗・防御率5.05だった。オフの12月19日にパイレーツと1年契約に合意した。
2004年3月31日に放出された。

### ツインズ時代
2004年4月11日にミネソタ・ツインズとマイナー契約を結んだ。AAA級ロチェスター・レッドウイングスで49試合に登板し、2勝4敗2セーブ・防御率6.97だった。9月5日にツインズとメジャー契約を結び、3試合に登板。防御率は43.20だった。オフの10月5日にDFAとなり、10月9日にFAとなった。

### デビルレイズ時代
2004年12月14日にタンパベイ・デビルレイズとマイナー契約を結んだ。
2005年はAAA級ダーラム・ブルズで開幕を迎え、7月3日にデビルレイズとメジャー契約を結んだ。2試合に登板後、7月13日にAAA級ダーラムへ降格した。8月31日にメジャーへ再昇格した。この年は7試合に登板し、防御率は3.27だった。オフの11月22日にDFAとなった。

### ドジャース時代

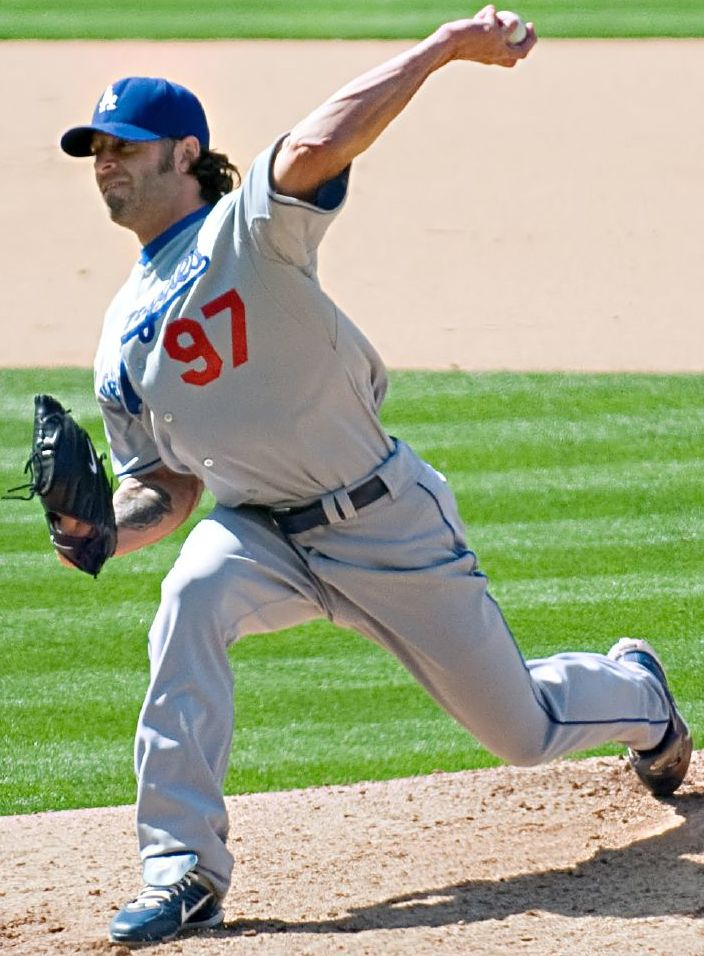
2008年4月6日

2006年1月24日にロサンゼルス・ドジャースとマイナー契約を結んだ。AAA級ラスベガス・フィフティワンズで開幕を迎え、5月1日にドジャースとメジャー契約を結んだ。この年は62試合に登板し、2勝1敗2セーブ・防御率2.96だった。
2007年は開幕ロースター入りし、自己最多の83試合に登板し、4勝2敗1セーブ・防御率3.88だった。
2008年2月1日にドジャースと1年契約に合意し、開幕ロースター入りした。この年は71試合に登板し、5勝1敗・防御率2.02だった。オフの10月30日にFAとなった。

### ナショナルズ時代

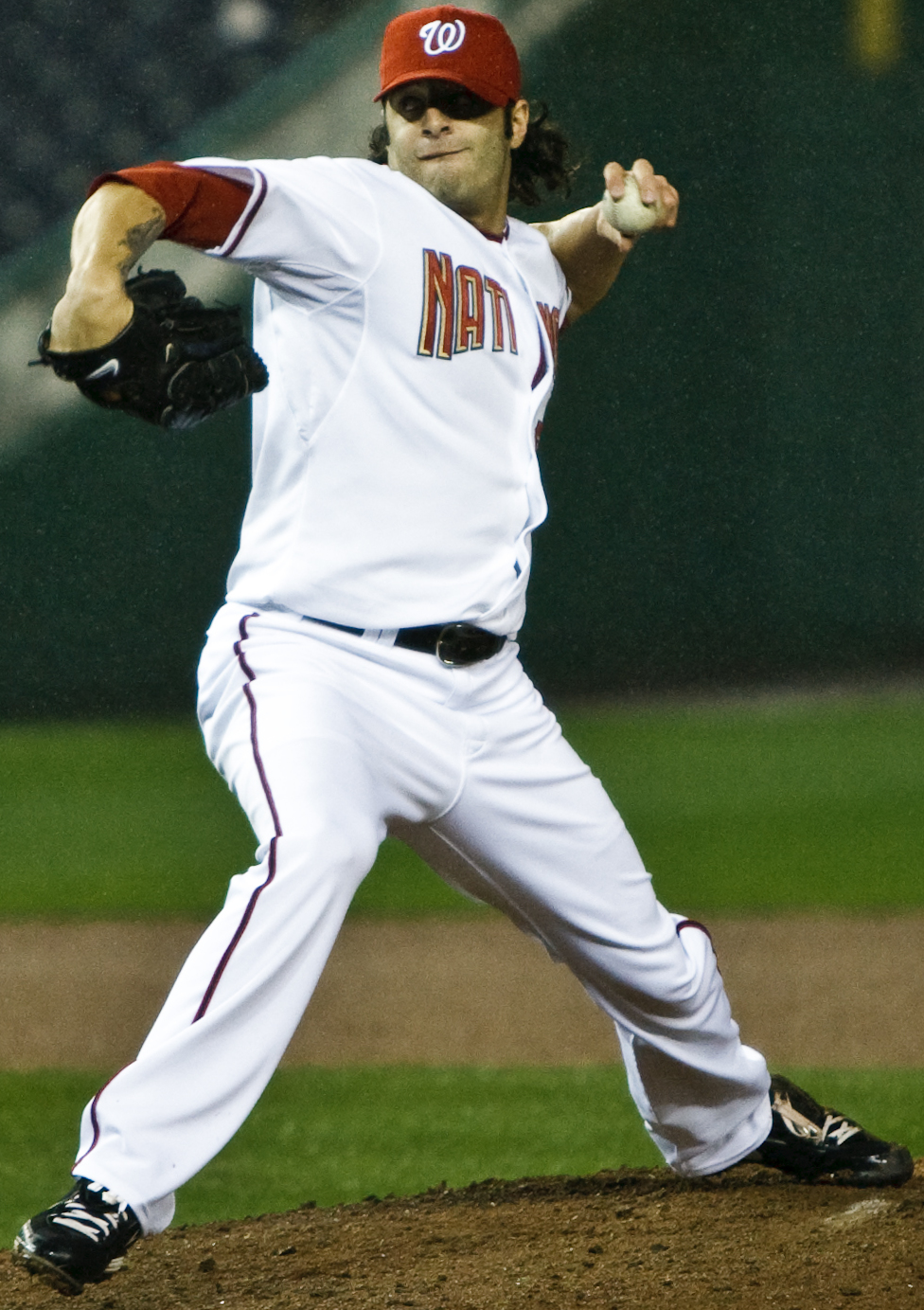
2009年4月20日

2009年3月18日にワシントン・ナショナルズと契約した。開幕ロースター入りし、45試合に登板。1勝5敗1セーブ・防御率3.40だった。

### ロッキーズ時代

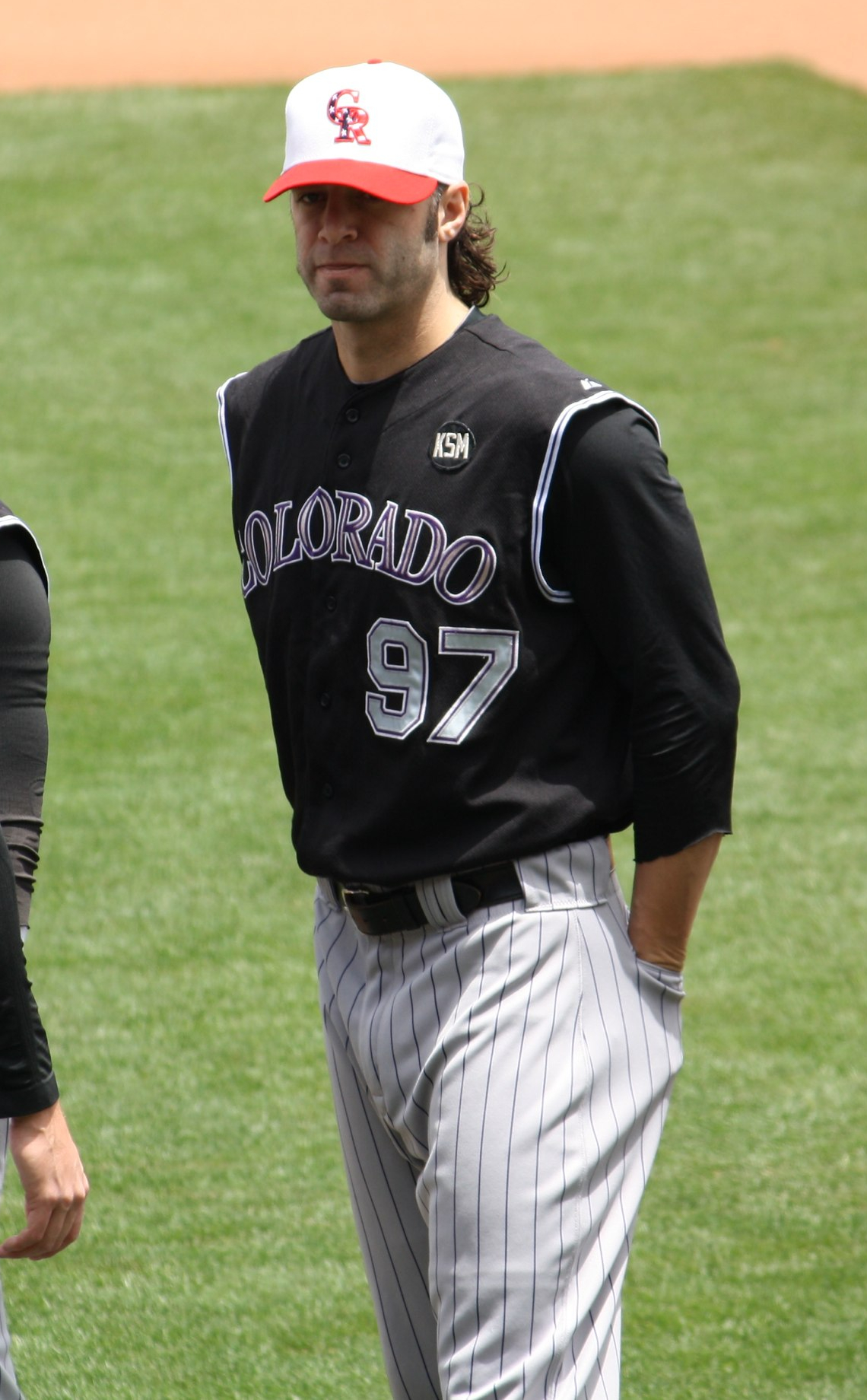
ロッキーズ時代(2010年5月31日)

2009年7月31日にライアン・マシューズ、ロビンソン・ファビアンとのトレードでコロラド・ロッキーズへ移籍した。移籍後は26試合に登板し、0勝1敗・防御率4.02だった。オフの11月9日にFAとなった。
2010年3月23日にロッキーズとマイナー契約で再契約し、AAA級コロラドスプリングス・スカイソックスで開幕を迎えた。4月16日にロッキーズとメジャー契約を結んだ。この年は71試合に登板し、1勝2敗・防御率3.40だった。オフの11月1日にFAとなった。

### パイレーツ時代
2011年1月28日に古巣・パイレーツとマイナー契約を結び、A+級ブラデントン・マローダーズで開幕を迎えた。4月15日にパイレーツとメジャー契約を結んだが、5月28日に左肘の故障で、15日間の故障者リスト入りした。7月15日に復帰した。この年は35試合に登板し、1勝1敗・防御率5.33だった。8月23日にDFAとなり、8月30日に放出された。

### パイレーツ退団後

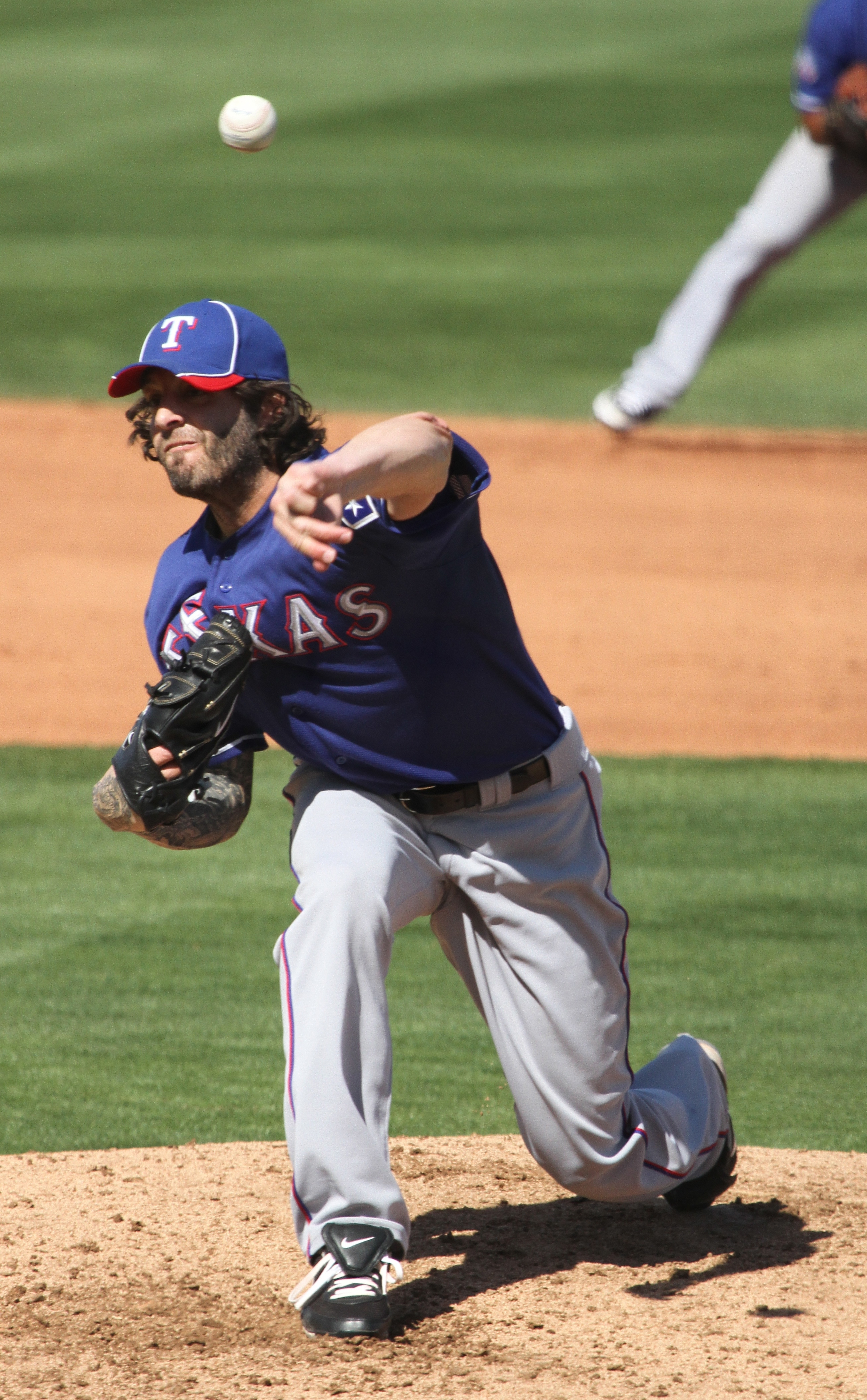
2012年3月13日

2012年2月6日にレンジャーズとマイナー契約を結んだが、開幕前の3月26日に放出された。5月1日にトミー・ジョン手術を受けた。
2013年5月18日にアトランタ・ブレーブスとマイナー契約を結んだ。この年はAAA級グウィネット・ブレーブスでプレー。30試合に登板し、1勝2敗・防御率4.36だった。オフの11月5日にFAとなった。

### マリナーズ時代
2014年1月24日にシアトル・マリナーズとマイナー契約を結んだ。スプリングトレーニングでは8試合に登板し、0勝1敗・防御率3.68だった。3月28日にマリナーズとメジャー契約を結び、開幕ロースター入りした。4月1日のロサンゼルス・エンゼルス・オブ・アナハイム戦で8回2死から約3年ぶりの登板を果たし、一塁牽制で一塁走者のデビッド・フリースを仕留め、0球で降板した。この年は56試合に登板し、3勝1敗・防御率2.20だった。
2015年3月6日にレンジャーズと1年契約を結んだが、オープン戦では3イニングで11失点を喫して23日に解雇された。4月2日にマイナー契約でマリナーズと再契約し、5月4日にメジャー契約となり25人枠入りする。この年は、2年連続50試合以上となる53試合に投げ、通算登板試合数が650を突破。47.1イニングで8本もホームランを被弾し、防御率も3.99まで上昇したが、一定の出場機会を得た。オフの11月2日にFAとなった。

### 独立リーグ時代
2017年4月24日に独立リーグ・アトランティックリーグのニューブリテン・ビーズと契約。6月25日に引退を表明した。

### パドレス傘下時代
2021年6月11日にサンディエゴ・パドレスとマイナー契約を結び、44歳にして4年ぶりに現役復帰を果たした。AA級サンアントニオ・ミッションズで17試合、AAA級エルパソ・チワワズで14試合に登板し、合計で1勝2敗2セーブ2ホールド、防御率3.86の成績を残したが、メジャーへの昇格は果たせず、オフの11月7日にFAとなった。

## 人物
2005年のデビルレイズ所属時代から使用している背番号「97」は、息子・アンドリューの誕生年である1997年から。

## 詳細情報

### 年度別投手成績
| 年 度     | 球 団     | 登 板 | 先 発 | 完 投 | 完 封 | 無 四 球 | 勝 利 | 敗 戦 | セ 丨 ブ | ホ 丨 ル ド | 勝 率 | 打 者 | 投 球 回 | 被 安 打 | 被 本 塁 打 | 与 四 球 | 敬 遠 | 与 死 球 | 奪 三 振 | 暴 投 | ボ 丨 ク | 失 点 | 自 責 点 | 防 御 率 | W H I P |
| --------- | --------- | ----- | ----- | ----- | ----- | -------- | ----- | ----- | -------- | ----------- | ----- | ----- | -------- | -------- | ----------- | -------- | ----- | -------- | -------- | ----- | -------- | ----- | -------- | -------- | ------- |
| 2001      | PIT       | 42    | 15    | 0     | 0     | 0        | 7     | 11    | 0        | --          | .389  | 511   | 115.1    | 131      | 12          | 49       | 4     | 6        | 58       | 3     | 0        | 72    | 67       | 5.23     | 1.56    |
| 2002      | PIT       | 53    | 8     | 0     | 0     | 0        | 2     | 5     | 0        | 5           | .286  | 389   | 85.1     | 88       | 9           | 45       | 12    | 4        | 53       | 2     | 0        | 49    | 44       | 4.64     | 1.56    |
| 2003      | PIT       | 69    | 0     | 0     | 0     | 0        | 1     | 3     | 0        | 12          | .250  | 276   | 62.1     | 69       | 7           | 33       | 6     | 4        | 42       | 0     | 1        | 35    | 35       | 5.05     | 1.64    |
| 2004      | MIN       | 3     | 0     | 0     | 0     | 0        | 0     | 0     | 0        | 0           | ---   | 15    | 1.2      | 8        | 1           | 2        | 0     | 0        | 2        | 0     | 0        | 8     | 8        | 43.20    | 6.00    |
| 2005      | TB        | 7     | 0     | 0     | 0     | 0        | 0     | 0     | 0        | 0           | ---   | 51    | 11.0     | 15       | 1           | 4        | 1     | 0        | 3        | 1     | 0        | 4     | 4        | 3.27     | 1.73    |
| 2006      | LAD       | 62    | 0     | 0     | 0     | 0        | 2     | 1     | 2        | 10          | .667  | 295   | 70.0     | 70       | 7           | 21       | 3     | 0        | 30       | 6     | 1        | 26    | 23       | 2.96     | 1.30    |
| 2007      | LAD       | 83    | 0     | 0     | 0     | 0        | 4     | 2     | 1        | 16          | .667  | 281   | 67.1     | 63       | 1           | 24       | 6     | 1        | 39       | 3     | 2        | 30    | 29       | 3.88     | 1.29    |
| 2008      | LAD       | 71    | 0     | 0     | 0     | 0        | 5     | 1     | 0        | 12          | .833  | 214   | 49.0     | 50       | 0           | 21       | 4     | 3        | 32       | 1     | 1        | 11    | 11       | 2.02     | 1.45    |
| 2009      | WSH       | 45    | 0     | 0     | 0     | 0        | 1     | 5     | 1        | 10          | .167  | 172   | 39.2     | 38       | 3           | 15       | 4     | 1        | 24       | 2     | 1        | 17    | 15       | 3.40     | 1.34    |
| 2009      | COL       | 26    | 0     | 0     | 0     | 0        | 0     | 1     | 0        | 3           | .000  | 68    | 15.2     | 19       | 2           | 4        | 1     | 0        | 11       | 2     | 0        | 7     | 7        | 4.02     | 1.47    |
| '09計     | COL       | 71    | 0     | 0     | 0     | 0        | 1     | 6     | 1        | 13          | .143  | 240   | 55.1     | 57       | 5           | 19       | 5     | 1        | 35       | 4     | 1        | 24    | 22       | 3.58     | 1.37    |
| 2010      | COL       | 71    | 0     | 0     | 0     | 0        | 1     | 2     | 0        | 20          | .333  | 188   | 45.0     | 46       | 5           | 15       | 3     | 0        | 21       | 2     | 1        | 18    | 17       | 3.40     | 1.36    |
| 2011      | PIT       | 35    | 0     | 0     | 0     | 0        | 1     | 1     | 0        | 7           | .500  | 117   | 25.1     | 34       | 6           | 9        | 1     | 1        | 17       | 0     | 0        | 17    | 15       | 5.33     | 1.70    |
| 2014      | SEA       | 56    | 0     | 0     | 0     | 0        | 3     | 1     | 0        | 10          | .750  | 184   | 45.0     | 39       | 4           | 14       | 4     | 1        | 25       | 3     | 0        | 12    | 11       | 2.20     | 1.18    |
| 2015      | SEA       | 53    | 0     | 0     | 0     | 0        | 2     | 1     | 1        | 6           | .667  | 196   | 47.1     | 49       | 8           | 16       | 3     | 1        | 22       | 1     | 0        | 25    | 21       | 3.99     | 1.37    |
| MLB：13年 | MLB：13年 | 676   | 23    | 0     | 0     | 0        | 29    | 34    | 5        | 111         | .460  | 2957  | 680.0    | 719      | 66          | 272      | 52    | 22       | 379      | 26    | 7        | 331   | 307      | 4.06     | 1.46    |

### 背番号
- 53（2001年 - 2003年）
- 50（2004年）
- 97（2005年 - 2011年、2014年 - 2015年）